# Anathallis mazei
Anathallis mazei là một loài thực vật có hoa trong họ Lan. Loài này được (Urb.) Luer mô tả khoa học đầu tiên năm 2009.